# Bergkeller (Eilenburg)
Die Bergkeller in Eilenburg sind das größte in Lockergestein vorgetriebene Stollensystem in Sachsen. Es befindet sich im Hochufer der Mulde in Eilenburg-Berg und unterkellert den Stadtteil in weiten Teilen, wobei bis heute nicht (mehr) alle Keller bekannt sind. Auf einer Fläche von etwa 3 Hektar bestehen Gänge von mehreren Kilometern Länge und mindestens 15.000 Quadratmetern umbauten Raumes. Die Umstände der Entstehung konnten bisher nicht eindeutig geklärt werden. Auch das Alter des Bauwerks konnte noch nicht exakt bestimmt werden, wobei für die ältesten Gänge ein Alter von mindestens 800 Jahren als gesichert gilt. Die grob in vier Bauphasen errichteten Keller erfuhren im Laufe der Zeit verschiedene Nutzungen und sind heute im Rahmen von Führungen zu besichtigen. Die Eilenburger Bergkeller in ihrer Gesamtheit sind ein eingetragenes Kulturdenkmal in der Denkmalliste des Landesamtes für Denkmalpflege Sachsen, einschließlich der heute verfüllten Keller.

## Geschichte

### Entstehung
Die Errichtung der ersten Bergkeller im Bereich zwischen der heutigen Kellerstraße, Friedrichshöhe und dem Fischerweg datiert wahrscheinlich in die Zeit zwischen 1150 und 1250 und hängt wohl zeitlich mit dem Bau des Sorbenturms zusammen. Dafür sprechen das Format der verwendeten Backsteine und ein in Keller E8K5 verbauter Findling mit der Jahresgravur 1250. Aller Wahrscheinlichkeit nach dienten die Keller zunächst der Weinlagerung durch Mönche, die die hiesigen Weinhänge bewirtschafteten. Zwar gab es in der Stadt kein Kloster, doch verfügte das Petersberger Kloster in Eilenburg seit 1147 über Grundherrschaft und betrieb ausgiebig Landwirtschaft. Der Weinbau wurde im Umfeld der Keller betrieben, wovon heute noch Flurnamen wie die Weinbergstraße zeugen. Die Annahme, dass Burgmannen bereits im 10. Jahrhundert Bergkeller anlegten, sind heute widerlegt. So war der Gewölbebau mit dem Untergang des Weströmischen Reiches ab dem 5. Jahrhundert in Vergessenheit geraten und gab es eine Backsteinfertigung im für den Bau der Kelleranlage notwendigen großen Stil erst ab dem 12. Jahrhundert. Zudem ist die Unterminierung einer der Verteidigung dienenden Burg als unwahrscheinlich anzusehen.

### Zweite und dritte Bauphase
In Folge der Reformationsgeschehnisse wurden die Mönche bis spätestens 1525 aus der Stadt vertrieben und die Bergkeller der Öffentlichkeit zugänglich. Dieses Jahr nennt auch der Stadtchronist Jeremias Simon 1696 bei der Ersterwähnung der Bergkeller:

„Anno 1525. Hat Herr Bürgermeister Johann Cuno / auff Angebung eines Bergmanns / den ersten Lager-oder Berg-Keller an der Lücke hinter der Töpfferey erbauet; [...]“

Es markiert den Zeitpunkt der zweiten Bauphase, an deren Ende nach einer Zählung von 1744 35 Kellerstrecken mit 206 Kellern bestanden haben. Die Keller dienten fortan der Lagerung von Bier der bis zu 300 Hausbrauereien der Stadt und wurden zu diesem Zweck ausgebaut und erweitert. Nach dem Niedergang der Hausbrauereien im 18. Jahrhundert und dem Beginn der industriellen Bierherstellung ab etwa 1850 erfolgte ein weiterer Ausbau der Keller. In dieser dritten Bauphase entstanden weitere Keller und große unterirdische Lagerhallen. So legte die Eilenburger Vereinsbrauerei 1858 bis zu 100 Meter lange und 4 Meter hohe Gänge mit zu beiden Seiten anschließenden Lagerräumen an. Auch die Brauerei Landsperger erschloss sich zu dieser Zeit neue großzügige Lagermöglichkeiten im Berg. Gleichzeitig wurden die für die industrielle Lagerung ungeeigneten älteren und kleineren Keller von den Eilenburger Fleischern als Kühlhaus genutzt. Die Krisenjahre nach dem Ende des Ersten Weltkrieges überlebten die Eilenburger Brauereien nicht; sie stellten 1922 ihren Betrieb ein. Der größte Teil der Stollen lag vorerst brach.

### Vierte Bauphase und Nutzung im Zweiten Weltkrieg
Nachdem die Luftangriffe auf deutsche Städte im Verlauf des Zweiten Weltkriegs zunahmen, erschloss die Wehrmacht die vorhandenen Keller für die Rüstungsproduktion und als Luftschutzkeller. So wurden ab 1943 Teile der Produktion des Propellerwerks Gustav Schwarz aus Eilenburg unter die Erde verlegt. Hier erfolgte die Herstellung von Flugzeugkanzeln und möglicherweise weiterer Bauteile für die Typen Ju 87, Ju 288, Ju 290 und Ju 352 für die Junkers Flugzeugwerke. Zu diesem Zweck erfolgte der Einbau von Toiletten, einer Be- und Entwässerung und einer autarken Energieversorgung. Das Personal bestand zum großen Teil aus Fremdarbeitern, die sich aus niederländischen, belgischen und tschechoslowakischen Kriegsgefangenen rekrutierten. Der Deckname des Objekts lautete „Karausche“ und folgte damit einem Schema, nach dem Tarnbezeichnungen für unterirdische Rüstungsbetriebe auf Fischarten oder Amphibien lauteten. Außerdem führte die Anlage die Nummer „601“.
Während der Kampfhandlungen um die Stadt vom 17. bis 23. April 1945 dienten die Keller geschätzt 4.500 bis 6.500  Eilenburgern und Flüchtlingen aus den deutschen Ostgebieten als Zufluchtsort. Die Bergkeller stellten keine Luftschutzkeller oder -bunker im eigentlichen Sinne dar, sondern entsprachen am ehesten Luftschutzstollen. Für die Ordnung in den Kellern sorgten Bunkerwarte und die Polizei. Laut Erinnerungen von Zeitzeugen wurde in dieser Zeit ein Ausgang zur Fischeraue hin durchgebrochen, über den die Keller in den Beschusspausen verlassen werden konnte. Am 23. April erreichten die ersten US-amerikanischen Soldaten der 69. Infanterie-Division die Keller. Ein US-Soldat erinnerte sich später:

„[...] [A]uf einmal kamen Hunderte von Männern, Frauen und Kinder, in Zivil als auch in Militäruniformen im Inneren dieses riesengroßen, höhlenartigen, mit Beton verputzten Bunkers, der Türen hatte, die [...] in alle Richtungen führten, wie die Beine einer gigantischen Spinne, welche alle aus Beton gemacht und mit zentralen Säulen gestützt waren, zum Vorschein. Manche Türen, die offen waren, zeigten beleuchtete und kurvige Tunnel, die erst nach unten weg und dann außer Sichtweite führten und in denen ein paar Menschen zu sehen waren. Andere Türen waren geschlossen. [...]“

Rund 1000 deutsche Männer wurden in Gefangenschaft genommen. Da 90 Prozent der Innenstadt zerstört waren und tausende Menschen obdachlos wurden, wohnten viele Eilenburger vorerst in den Kellern.

### Vernachlässigung zu DDR-Zeiten und Unterschutzstellung
Zu DDR-Zeiten geriet die Anlage zunehmend in Vergessenheit. Geringe Anteile der Keller wurden in den 1950er Jahren von der Zuckerwarenfabrik Henze („Henri-Bonbons“) und als Kartoffellager genutzt. In den Jahren 1968 und 1972 erfolgten Untersuchungen zum Zustand des Bauwerks und zur etwaigen Nutzbarmachung für die Landesverteidigung. Im Ergebnis wurde allerdings festgestellt, dass sowohl eine militärische als auch eine zivile Nutzung nicht in Frage kamen. Bei der Untersuchung 1972 zählte man 30 Gänge und 73 Keller, die einer Strecke von 1.180 Meter und eine Fläche von knapp 4.000 Quadratmetern entsprachen. Man beschränkte sich aber wegen bestehender Schäden auf die Eingänge E1 bis E6, so dass alle östlich und westlich davon gelegenen Kellergruppen nicht erfasst wurden.  Ab den 1980er-Jahren bis zum Ende der DDR erfolgte in zwei Kellern die Produktion von Kulturchampignons für die Leipziger Interhotels. Der überwiegende Teil der Keller blieb die DDR-Zeit über allerdings ungenutzt und sich selbst überlassen. Durch die zunehmende Verstopfung der Eingänge und Lüftungsschächte mit Schutt und Abfällen war die Belüftung großer Teile der Anlage nicht mehr gegeben. Die sich bildende Staunässe verursachte schwerwiegende Mauerwerksschäden, die sich ab Ende der 1980er Jahre durch mehrere Einbrüche an der Erdoberfläche bemerkbar machten. Eine neuerliche Befahrung der Keller erfolgte 1988; man kam zu dem Ergebnis, dass eine Nutzung, etwa als Lagerfläche, grundsätzlich möglich und bis etwa 1995 anzustreben sei.
Zu dieser Zeit entwickelte sich im örtlichen Kulturbund eine Interessengemeinschaft Denkmalschutz, die sich für den Erhalt der Bergkeller einsetzte. Auf Antrag von Andreas Flegel, dem späteren Leiter des Stadtmuseums Eilenburg, wurden die Bergkeller 1989 unter vorläufigen Schutz gestellt. Damit konnte der bergmännische Versatz der Keller im Wesentlichen gestoppt werden, wobei eine beträchtliche Zahl als unrettbar geltender Abschnitte dennoch verfüllt wurde. Am 13. August 1991 wurden die Eilenburger Bergkeller vom Landesamt für Denkmalpflege Sachsen unter Denkmalschutz gestellt.

### Silberschatzfund 1994
Am 6. Juni 1994 entdeckten gegen 8 Uhr 50 zwei Arbeiter der Bergsicherung Leipzig bei Sanierungsarbeiten in einem der Gänge eine unverschlossene Steinzeugflasche, die augenscheinlich bis zum Rand mit Münzen gefüllt war. Die Arbeiter verständigten gegen 9 Uhr zunächst den damaligen Eilenburger Bürgermeister Herbert Poltersdorf (CDU), der daraufhin den Fundort aufsuchte, den Flaschenfund barg und in sein Büro ins Rathaus verbrachte. Anschließend informierte Poltersdorf das Landesamt für Archäologie Sachsen und die Eilenburger Redaktion der Leipziger Volkszeitung. Der Weisung des Landesamtes, den Inhalt unberührt zu lassen, widersetzte sich der Bürgermeister im Glauben, der Fund sei Eigentum der Stadt Eilenburg. Im Beisein des Journalisten Frank Pfütze entleerte er die Flasche auf seinem Schreibtisch, damit dieser aussagekräftigere Aufnahmen anfertigen könne. Durch die Vorgehensweise der Arbeiter und des Bürgermeisters konnten wichtige Informationen wie die originale Auffindesituation und die Reihenfolge, in der die Münzen in die Flasche gelangt waren, nicht mehr rekonstruiert werden.
Flasche und Inhalt
Die aus Waldenburger Produktion stammende Steinzeugflasche ist etwa 21 Zentimeter hoch. Sie ist zu vier Seiten abgeflacht und besitzt ein umlaufendes einfaches Rillenzier sowie ein einzeiliges Rollstempelmuster. Der Inhalt und die äußere Erscheinung der Flasche lassen auf eine Datierung in die zweite Hälfte des 16. Jahrhunderts schließen.
Im Gefäß befanden sich 612 Silbermünzen sowie circa 400 Gramm Sand. Die älteste Münze ist ein Meißener Groschen aus der Regierungszeit des Markgrafen Friedrich III. (1349–1381), die jüngsten Münzen sind zwei Groschen jeweils des Herzogs von Münsterberg-Oels und des Herzogs von Mansfeld aus dem Jahr 1612. Die Münzen stammen nahezu aus dem gesamten Heiligen Römischen Reich Deutscher Nation. Ein Verschluss der Flasche konnte nicht gefunden werden. Die große Menge Sand weist darauf hin, dass die Flasche nicht über einen solchen verfügt hat.
Eigentümer
Wem der Silberschatz einst gehörte, konnte nicht geklärt werden. Möglich ist, dass es sich dabei um den Spartopf eines wohlhabenderen Mitarbeiters einer der Brauereien gehandelt hat, etwa ein Bierrufer, Braumeister oder Lagerhalter. Die Herkunft der Münzen aus dem gesamten Reich lässt auch die Vermutung zu, dass es sich um das Vermögen eines Kaufmanns gehandelt haben könnte.
Nach dem Fund 1994 erhob kurzzeitig die Stadt Eilenburg, vertreten durch ihren Bürgermeister Herbert Poltersdorf, Anspruch auf den Silberschatz. Es kam infolgedessen zu einem Rechtsstreit mit dem Landesamt für Archäologie vertreten durch die Landesarchäologin Judith Oexle. Da es sich bei dem Eilenburger Münzschatzfund um ein bewegliches Kulturdenkmal handelt, findet nach Paragraph 25 des Sächsischen Denkmalschutzgesetzes das Schatzregal Anwendung, nach dem der Fund eindeutig dem Freistaat Sachsen zuzugestehen ist. Der neu gewählte Bürgermeister Hubertus Wacker (Bündnis 90/Die Grünen) übergab in der Folge den Münzschatz an die zuständige Denkmalfachbehörde. Die Flasche und einige Münzen befinden sich in der Dauerausstellung des Stadtmuseums Eilenburg. Die anderen Münzen werden unter Ausschluss der Öffentlichkeit im Landesamt für Archäologie in Dresden verwahrt.

### Sicherung ab 1990 und neuerliche Schäden
In den Jahren 1990 bis 1995 führte die Bergsicherung Leipzig im Auftrag des Sächsischen Oberbergamtes die Sicherung der Keller durch. Insbesondere die vergessenen Klosterkeller wurden durch die Sanierung wieder begehbar. Für die touristische Erschließung wurde 1994 ein zweiter Fluchtweg hin zum Fischerweg aufgefahren. Seit dem Ende der Sicherungsarbeiten können Teile der Bergkeller im Rahmen einer Führung besichtigt werden.
Trotz der erfolgten Sicherung kommt es immer wieder zu Geländeeinbrüchen durch unbekannte oder fälschlich als versetzt geltende Kellerabschnitte. So brach am 15. Mai 1990 ein Verbindungsgang der alten Klosterkeller im Bereich der Treppe von der Kellerstraße zur Friedrichshöhe zusammen. Ein weiterer Einsturz ereignete sich dort am 21. Mai 1993, als der First des Kellers E8.3 einbrach und sich ein 3,5 mal 4,5 mal 3 Meter großes Loch auftat. Ein ebensolches Ereignis gab es im Mai 2016 in diesem Bereich. Weitere Einbrüche gab es unter anderem in der Fahrbahn der Bergstraße, was jeweils zu langen Sperrzeiten führte. Beim Neubau von Wohnhäusern in der Bergstraße, unter anderem bei Nummer 63, stieß man trotz vorheriger Sondierungsbohrungen auf unbekannte Keller, die dann im Zuge der Baumaßnahmen versetzt wurden.

## Geologische Bedingungen
Der Geländesporn im Hochufer der Mulde, in den die Bergkeller reichen, ist Teil der Brehna-Schkeuditzer Grundmoränenplatte und liegt an deren östlichem Rand. Der Sporn wird begrenzt von natürlichen Erosionsrinnen im heutigen Verlauf der Bergstraße, der Weinbergstraße und des Fischerwegs. Die Friedrichshöhe stellt mit 126 Metern über Normalhöhennull die Geländekrone dar, die sich damit 24 Meter aus der Muldeniederung erhebt. Der Abbau von Ton und Sand für die Töpfereien und Ziegeleien hat mit der Zeit zu einer Verbreiterung insbesondere der nördlichen Erosionsrinne (Berg- und Kellerstraße) und einer Versteilung des Hanges geführt, durch die eine Sicherung mittels Stützmauer notwendig wurde.
Das Grundgebirge im Gebiet der Bergkeller ist variszischer Genese. Ein Deckenerguss dieses Grundgebirges sind die rund zwölf Kilometer entfernten Hohburger Berge. Vor 150.000 bis 130.000 Jahren überfuhren die Gletscher der Saaleeiszeit dreimal das hiesige Gebiet und hinterließen jeweils eine Schicht Geschiebemergel. Dieser besteht aus kalkhaltigem Schluff und einem unterschiedlich hohen Gehalt an Schmelzwassersedimenten in Form von Kies und Sand sowie Eisstauseesedimenten in Form typischer Bändertone. Anhand dieser Schichten lassen sich die einzelnen Eisvorstöße und deren Abschmelzung abgrenzen. Die Bergkeller liegen zwischen 3 und 13 Metern unterhalb der Erdoberfläche in einer Ebene aus Geschiebelehm, sandigem Lehm und tonigem Sand sowie in etwa 9 Metern Tiefe einer Schicht reiner Sandablagerung. Der Bau von Kellern in dieser sandigen Zone wurde aufgrund statischer Unwägbarkeiten vermieden. Dies erklärt die mitunter starke Richtungsänderung einiger Gänge und auch die Sohlen der Eingänge E8 und E9 in halber Hanghöhe. Die Vorstadtgemeinde, in deren Flur die Keller lagen, hieß entsprechend Auf dem Sande.

## Anlage
Die Eilenburger Bergkeller erstrecken sich auf einer Fläche von 3 Hektar im Gebiet zwischen Bergstraße, Weinbergstraße, Friedrichshöhe und Fischerweg sowie in kleinerem Umfang auch darüber hinaus (insbesondere noch in der Bergstraße und unterhalb des Burgbergs). Von den ursprünglich vorhandenen 6 Kilometern sind heute noch etwa 3 Kilometer erhalten, von denen wiederum nur Teile begehbar sind. Die Keller stellen dabei kein in sich geschlossenes Bauwerk dar, sondern bestehen aus drei separaten Stollensystemen, die untereinander – oft erst nachträglich – verbunden wurden. Durch den Anstieg der Kellerstraße, wo sich die Eingänge zu den meisten Kellern befinden, existieren verschiedene Sohlhöhen zwischen 104,21 und 122,93 Metern über Normalhöhennull, was zur Folge hat, dass die Keller mitunter in zwei oder drei Ebenen übereinander verlaufen. Die verschiedenen Erhaltungszustände einzelner Abschnitte sind Zeugen einer 800-jährigen Bautätigkeit vom Hochmittelalter bis zur Gegenwart. Die Benennung der Keller folgt dem bei der  Begutachtung 1972 erstellten Kellerverzeichnis, welches Grundlage der Publikationen des Geschichts- und Museumsvereins war. Hinzu kommen weitere Kelleranlagen im Umkreis, die jedoch weder vollständig bekannt noch systematisch erfasst sind.

### Klosterkeller (E8, E9)
| Ganglänge       | 10 m               |
| Keller          | 10                 |
| Sohle (Eingang) | 112,7 m ü. NHN     |
| Maßsystem       | salisch, fränkisch |

Kellergruppe E8
Als Klosterkeller werden heute die Kelleranteile hinter den Eingängen E8 und E9 im östlichen Abschnitt der Bergkeller bezeichnet. Es handelt sich um die ältesten Keller, die wohl von den Mönchen des Petersberger Klosters als Weinlagerstätte angelegt und genutzt wurden. Da zu diesem Teil der Keller keine schriftlichen Quellen bekannt sind, ist eine Bestimmung des Alters nur durch Indizien möglich. Eine Analyse der Höhen und Breiten der Gänge sowie der verwendeten Steine ergab, dass für den Bau das salische Maß Anwendung fand. Dieses Maß fand im Deutschen Reich bis etwa Mitte des 13. Jahrhunderts Verwendung. Damit dürfte der Kellerbau kurz nach der Errichtung des Sorbenturms erfolgt sein. Für die tiefer im Berg liegenden Keller E8K5 und E8K6 fand bereits das fränkische Maß Anwendung. Der Übergang der Maßsysteme in dieser Kellergruppe lässt eine ungefähre Datierung der Bauausführung zu.
Ein weiterer Anhalt, der diese Annahme untermauert, ist der Jahresstein, der in Keller E8K5 gefunden wurde. Er trägt die Inschrift „Ao MCCL“ (Anno 1250) und gilt als authentisch. Der Stein, der die Inschrift trägt, ist ein Findling aus nordischem Granit, der mit der Eiszeit an diese Stelle gelangte und seither nicht bewegt worden sein kann. Da diese Kellergruppe durch jahrelange Nichtnutzung stark geschädigt war, mussten fünf Keller anteilig versetzt werden. Von der Kellergruppe E8 bestehen direkte Verbindungen zu E1, E9 und über einen Höhensprung von 3 Metern zu E2.
| Ganglänge       | 190 m                            |
| Keller          | 26                               |
| Sohle (Eingang) | 112,27 m ü. NHN                  |
| Maßsystem       | salisch, fränkisch, Bauhüttenmaß |

Kellergruppe E9
Den Übergang der Maßsysteme findet man ebenso bei der Kellergruppe E9, deren Gang im salischen und die abgehenden Keller mehrheitlich im fränkischen Maß ausgeführt sind. Der etwa 190 Meter lange Gang („Lange Strecke“) verläuft in Nord-Süd-Richtung und erschließt insgesamt 26 Keller. Der Gang hatte einen weiteren Zugang von Osten aus einem Privatgrundstück, der heute vermauert ist. Um für eine gedachte großzügige touristische Erschließung einen Zugang vom Fischerweg zu erhalten, erfolgte bis 1995 eine Verlängerung des Gangs um 22,5 Meter. Der Tunnelvortrieb erfolgte im „Österreichischen Verfahren“ und wurde mittels Stahtgittermatten und Spritzbeton stabilisiert. Der am 28. April 1995 geschaffene Durchschlag wurde allerdings nie genutzt und ist heute wieder verschlossen. Im Keller E9K15.1 dieser Gruppe wurde 1994 der Silbermünzenschatz entdeckt (siehe oben).
Durch mehrere schwerwiegende Schäden mussten 17 der Keller aus E9 ganz oder teilweise aufgegeben werden und wurden zwischen 1989 und 1995 bergmännisch versetzt. Da einige dieser Keller an den Enden bereits Einbrüche aufwiesen und nicht mehr durchgehend begehbar waren, konnte das Gesamtausmaß vor dem Versatz nicht mehr festgestellt werden. Von der Kellergruppe E9 bestehen direkte Verbindungen zu den Kellergruppen E1 und E8.

### Fleischerkeller (E3)
| Ganglänge       | 75 m                             |
| Keller          | 10                               |
| Sohle (Eingang) | 110,73 m ü. NHN                  |
| Maßsystem       | salisch, fränkisch, kursächsisch |

Als Fleischerkeller wird das Gangsystem hinter dem Eingang E3 bezeichnet. Der Name geht zurück auf die Nutzung durch das Eilenburger Fleischergewerbe im 19. und 20. Jahrhundert und ist daher neueren Ursprungs. Zuvor dienten die Keller bis zum Niedergang der Hausbrauer Mitte des 18. Jahrhunderts der Bierlagerung. Der 75 Meter lange Gang erschließt heute zehn Keller. Ein Keller wurde im Zuge der Sanierung bis 1995 versetzt. Insbesondere die älteren Keller dieser Gruppe sind bereits während der Zeit der industriellen Bierproduktion überbaut worden.
Insgesamt lassen sich für diese Kellergruppe vier Bauphasen abgrenzen. Damit sind diese Keller beispielhaft für die Entwicklung der Gesamtanlage. Die ersten Meter des Kellergangs sind im salischen Maß ausgeführt und damit noch den Klosterkellern zuzuordnen. Die ursprünglich in diesem Bereich abgehenden fünf Keller wurden zugunsten der benachbarten Kellergruppen E2 und E4 aufgegeben, ihre ehemaligen Zugänge sind im Mauerwerk des Gangs jedoch noch zu erkennen. Es schließt sich der Abschnitt der zweiten Bauphase an, der nach der Säkularisation bis 1525 angelegt wurde. Es handelt sich somit zumindest teilweise um die Keller, die der Chronist Simon 1696 erwähnte. Aus dieser Phase sind heute noch der Gang und ein als „Kartoffelkeller“ bezeichneter Abschnitt erhalten. Der Keller entspricht in seinen Abmessungen dem fränkischen Maß, die Abmessungen des Gangs entsprechen denen des vorhergehenden älteren Abschnitts, wobei die Ziegelformate bereits fränkisch sind. Es folgt der Kellerabschnitt der dritten Bauphase, der im kursächsischen Maß errichtet wurde. Zeitlich ist er wohl kurz nach der zweiten Bauphase zu verorten. Hier kam ein historisierendes gotisches Spitzbogengewölbe („Nachgotik“) zur Ausführung. Der letzte Kellerabschnitt stellt eine vierte Bauphase dar. Zwar wurden für den Bau wieder das fränkische und das sächsische Maß angewendet, doch weisen die Ziegel hier im Allgemeinen eine höhere Qualität auf, was auf eine spätere Erbauung schließen lässt. Eine genaue Datierung existiert aber offenbar noch nicht. Grundsätzlich nimmt der Anteil von Feld- und Bruchstein in den Ulmen des Gangs vom Eingang her ab; im vierten Bauabschnitt kommen diese nicht mehr vor.
In den lediglich 2 bis 2,6 Meter breiten Gängen kamen für den Transport wahrscheinlich Hundegespanne zum Einsatz. Für die Kühlung des frischen Fleisches wurde im Winter Eis von den umliegenden Seen und Teichen gewonnen und in den Kellern ausgelegt. In einigen der Keller sind noch Fleischerhaken vorhanden. Für die Rüstungsproduktion im Zweiten Weltkrieg waren die schmalen Keller dieser Gruppe ungeeignet. Bauliche Eingriffe blieben daher, bis auf einen Durchbruch zur Kellergruppe E4, aus. Heute bestehen von E3 Übergänge zu den Kellergruppen E2, E4 und bei einem Höhenunterschied von 4 Metern über Steigeisen zu E6. Der Gang hinter dem Eingang E3 ist auf einer Länge von zehn Metern eingebrochen und nicht begehbar. Daher wurde der Eingang 2016 vermauert. Heute erfolgt der Zutritt zu den Fleischerkellern über E2. Ein ehemals vorhandener Nebenzugang rechts von E3 ist mittlerweile versetzt worden.

### Brauereikeller (E1, E2, E4, E5, E6)
| Ganglänge       | 65 m (E1)                               |
| Keller          | >30                                     |
| Sohle (Eingang) | 108,6 m ü. NHN (E1) 108,9 m ü. NHN (E2) |
| Maßsystem       | preußisch                               |

Kellergruppen E1 und E2
Das Gangsystem hinter den Eingängen E1 und E2 stellt die östlichen Anteile der ehemaligen Brauereikeller dar. Sie liegen zwischen den Klosterkellern im Osten und den Fleischerkellern im Westen, zu denen jeweils direkte Verbindungen bestehen. Für ihren Ausbau wurden Mitte des 19. Jahrhunderts Teile der Fleischerkeller überbaut. Die Keller hinter E1 und E2 umfassen in Gänze rund 1.500 Quadratmeter Fläche. Die Ganghöhe beträgt im Durchschnitt 3,35 Meter. In beiden Gangsystemen kam Ziegelmauerwerk im preußischen Maß zur Anwendung. Die Keller sind mit Tonnengewölben ausgeführt. Insbesondere in E1 sind Vermauerungen vorhanden, die auf unbekannte – wohl versetzte – Keller schließen lassen.
Die für die industrielle Nutzung notwendige Entlüftung stellten mehrere Schächte mit einem Durchmesser von 0,5 Metern sicher. Darüber hinaus gab es horizontale Kanäle, die als Kriechstrecken oder Überbleibsel älterer Gänge gedeutet werden können. Ein in Keller E2K35 eingebauter Stahlrohrschacht mit einem Durchmesser von 1,7 Metern wurde um 1943 installiert und diente als Aufzugsschacht. Heute ist er verschlossen. Der Übergang vom Keller E1K5 zu den Klosterkellern wurde in der DDR-Zeit aufgewältigt, wodurch die vergessenen Klosterkeller erst wiederentdeckt wurden. Ein Übergang zu den Fleischerkellern besteht von den Kellern E2K17 und E2K23. Beide Zugänge von der Kellerstraße her sind vorhanden und begehbar, wobei E2 auf einem Privatgrundstück liegt.
| Ganglänge       | 43 m (E4) 37 m (E5) 37 m (E6)                                  |
| Keller          | >30                                                            |
| Sohle (Eingang) | 111,28 m ü. NHN (E4) 111,57 m ü. NHN (E5) 112,22 m ü. NHN (E6) |
| Maßsystem       | preußisch, metrisch (E6 tw.)                                   |

Kellergruppen E4 bis E6
Das westliche Anlagensystem der ehemaligen Brauereikeller wird erschlossen über die Eingänge E4, E5 und E6. Es handelt sich um das weiträumigste Kellernetz der Eilenburger Bergkeller. Sie umfassen eine Grundfläche von beinahe 2.000 Quadratmetern bei einer durchschnittlichen Ganghöhe von rund 3 Metern. Die drei Gänge erschließen über 30 Keller. Anders als bei den anderen Kellergruppen wurden die vorderen Keller vermutlich in offener Bauweise errichtet und später überdeckt. Darauf lässt das Material von Einbrüchen in diesem Bereich schließen, das anthropogenen Ursprungs war. Die Überdeckung in dieser Gruppe ist mit stellenweise nicht mehr als vier Metern geringer als bei allen anderen Kellern.
Der Kellergang hinter E4 überwindet auf einer Länge von 43 Metern fast einen Meter Höhenunterschied. Es ist anzunehmen, dass die Steigung bewusst angelegt wurde, um mit einem Durchbruch an der Friedrichshöhe wieder an die Erdoberfläche zu gelangen. Das entsprechende Grundstück gehörte der Brauerei. Der Ausbau wurde jedoch nicht umgesetzt, möglicherweise um kreuzende Keller nicht aufgegeben zu müssen. Der Kellergang hinter E4 erschließt auf der Ostseite sechs und auf der Westseite fünf Keller, wobei ihre Sohlenhöhe von der des Gangs teilweise abweicht. Beim Ausbau der Keller kamen Tonnengewölbe zur Ausführung. Unter der Sohle befindet sich ein Abwasserkanal. Die Sohlen wurden für die Rüstungsproduktion in Beton ausgeführt. Im Keller E4K4 befand sich im Zweiten Weltkrieg das Heizhaus, wofür ein Schornstein angelegt wurde. Weitere Keller verfügten über Schächte zur Entlüftung.
Die 37 Meter lange Strecke hinter dem Eingang E5 weist wie E4 eine Steigung auf. Er erschließt auf der Ostseite die Keller der Westseite von E4, auf seiner Westseite sind drei Eingänge verschlossen, da die dahinter liegenden Hallen aus der Kellergruppe E6 versetzt wurden. Am Ende des Gangs führt eine Treppe zu einem querverlaufenden langgestreckten Keller aus E6, welche zur Zeit der Rüstungsproduktion eingebaut wurde. Eine kreisrunde mit Ziegeln gemauerte Röhre von 25 Metern Länge, die die Gänge von E5 und E6 verbindet, stammt mit hoher Wahrscheinlichkeit auch aus dieser Zeit und diente der Belüftung. Die am Ende des Gangs Richtung Friedrichshöhe gelegenen beiden Zugänge E5b und E5c sind versetzt worden.
Der Kellergang hinter E6 erschloss auf der Ostseite wiederum die Hallen, die E5 auf der Westseite erreichte. Die an der Westflanke gelegenen Keller waren nur über den Gang E6 zu betreten. In diesem Gang sind noch Reste einer Lorenbahn für die Zu- und Abfuhr erhalten. Vermutlich erreichte diese Bahn auch die Keller hinter E4 und E5. In den Hallen dieser Gruppe sind noch Fundamente aus der Zeit der Kriegsproduktion vorhanden. Die für die Rüstung genutzten Keller wurden mit Kalkfarbe geweißt, um die Lichtwirkung zu verstärken. Die vorderen Keller dieser Gruppe waren als Luftschutzkeller ausgewiesen. Der Gang und die Keller wiesen bei einer Bestandsaufnahme 1972/73 schwere Schäden auf, teilweise waren Firsteinbrüche zu verzeichnen. Daher wurden die vorderen Keller (K1, K2, K3, K4, K5.1, K5.2, K6) zwischen 1990 und 1995 mit Beton und Filterasche versetzt. Der ursprünglich auch zum Versatz vorgesehene Gang mit seinem Gründerzeitportal wurde mit dem Ziel, einen gastronomischen Betrieb zu etablieren, offen gehalten und mit Spritzbeton auf Stahlmatten stabilisiert. Zu einer Realisierung kam es allerdings nicht. Dieser Teil der Keller ist im Moment auch mit einer Führung nicht zugänglich.

### Privatkeller (E7)
| Ganglänge       | –                      |
| Keller          | 7; mehrere Nebenkeller |
| Sohle (Eingang) | 115,28 m ü. NHN        |
| Maßsystem       | unbekannt              |

Der Eingang zu den Privatkellern erfolgte über den Eingang E7 von der Bergstraße aus. Die Kellergruppe lag westlich der Brauereikeller und reichte bis zur Weinbergstraße, wo es einen weiteren Zugang gab. Im Süden gab es einen weiteren Zugang von Gut Berg. Die Kellergruppe, die aus sieben Hauptkellern und mehreren Nebenkellern bestand, wurde im 17. oder 18. Jahrhundert angelegt. Sie diente dem Gut und den anliegenden Vorstadthäusern als private Keller. Anders als bei den Bergkellern von E1 bis E6 bestand diese Kellergruppe aus einem labyrinthartigen Netz ohne einen erschließenden Hauptgang. Die Keller überwanden dabei einen beträchtlichen Höhenunterschied von fast 7 Metern zwischen der tiefsten und der höchsten Sohle. Die Kammern und Gänge wiesen eine Höhe von 1,45 bis 2,05 Meter und eine Länge von 37 bis 65 Meter auf. Die Gangbreite betrug bis zu 3 Meter. An drei Stellen verliefen die Keller über denen der hinter E6. Ein kleinerer zu dieser Gruppe gezählter Keller E7K7 hatte keine Verbindungen zu den anderen und war nur über die Bergstraße zu erreichen. Es kamen Tonnengewölbe mit Korbbogen zur Ausführung.
Im April 1945 suchten auch hier viele Einwohner Schutz vor dem Artilleriefeuer der anrückenden amerikanischen Armee. Da die Keller dieser Gruppe bei einer Begehung zu DDR-Zeiten größere Deckeneinbrüche aufwiesen und es keine Verwendung mehr gab, erfolgte der bergmännische Versatz eines Teils der Anlage bereits in dieser Zeit. Auch hier entsorgten die Anlieger zuletzt ihren Hausmüll in die Keller. Bis 1995 wurden alle übrigen Anteile dieses Systems verfüllt. Auch diese Kellergruppe ist trotz des Versatzes Teil des Kulturdenkmals Eilenburger Bergkeller.

### Eiskeller (E10)
| Ganglänge       | 25 m           |
| Keller          | 2              |
| Sohle (Eingang) | 109,6 m ü. NHN |
| Maßsystem       | unbekannt      |

Der Eiskellerzugang (links) auf einer Ansichtskarte von etwa 1900.

Der mit E10 bezeichnete Zugang zu den Eiskellern befand sich in der Bergstraße gegenüber den Häusern der Brauerei Landsperger (Hausnummern 70/71), etwa parallel zu E3/E4 in der Kellerstraße. Er verlief im Burgberg unterhalb es Amtshauses sowie des Hauses Sorbenweg 1 und unterkellerte die Gebäude Sorbenweg 2 bis 4, ohne dass von einem der Gebäude ein Zugang bestand. Auch er diente während der industriellen Bierproduktion als Lager. Sein Name leitet sich ab von der ehemaligen Nutzung zur Kühlung des Bieres mittels Eisblöcken, die im Winter in umliegenden Gewässern gewonnen wurden.
Von der Bergstraße führte ein Gang etwa 25 Meter in den Berg; davon abgehend gab es einen 35 Meter langen Stichkeller nach Osten und einen etwa 23 Meter langen nach Westen. An letzteren schloss sich noch ein etwa 0,7 Meter im Durchmesser großes gemauertes Rohr Richtung Bergstraße an, das für die Belüftung sorgte. Es handelte sich auch hier um mit Backstein gemauerte Tonnengewölbe. Die Deckenhöhen variierten geringfügig von 2,35 bis 2,5 Meter.
Bei der Kellergruppe E10 handelt sich um die einzigen Keller außerhalb des Bereichs Kellerstraße/Friedrichshöhe, die Bestandteil des Kulturdenkmals sind. Die gesamte Anlage wurde bis 1995 verfüllt, nachdem zuvor Einbrüche aufgetreten waren. Das Portal in der Bergstraße wurde bei der Sanierung der Stützmauer im Jahr 2006 abgerissen.

### Weitere Keller
Im gesamten Stadtteil Berg gibt es weitere Keller, die zum großen Teil unbekannt sind und sich bei Bauvorhaben oder wegen Geländeeinbrüchen in Erinnerung bringen. So gab es etwa 50 Meter westlich des Eiskellers einen weiteren Keller unter dem Grundstück Bergstraße 15, der eventuell mit ersterem in Verbindung stand. Einen Kellereingang gab es auch unterhalb der Marienkirche in der Feldsteinstützmauer, er wurde nach 2009 im Zuge der Hangsicherung mitsamt der alten Stützwand abgerissen. Bei den Bauarbeiten zum Wohn- und Geschäftshaus Bergstraße 63 stieß man auf ein spinnennetzartiges Kellergeflecht mit einer nur geringen Deckenhöhe. Ebenso niedrige Keller entdeckte man bei anderen Baumaßnahmen entlang der Bergstraße. Auch ist das Vorhandensein weiterer die Bergstraße kreuzender Keller anzunehmen. In der Vergangenheit führten derartige Anlagen zu Fahrbahneinbrüchen und Straßensperrungen.
In der Mühlstraße gab es einen Keller (E14), der 40 Meter in den Burgberg hinreichte und von dem mehrere bis zu 10 Meter lange Stichkeller abgingen. Diese Keller wurden versetzt. Ein rekonstruierter Kellereingang ist in der Mühlstraße noch vorhanden. Auch die Fabrikantenvilla Bodemer in der Mühlstraße 5 verfügte über Keller, die in den Burgberg reichten.
In der Weinbergstraße befindet sich ein Kellereingang in der Einfriedung des Gutes Berg. Es handelt sich dabei nicht um den oben beschriebenen Eingang zur Kellergruppe E7, möglicherweise bestand zu dieser aber eine Verbindung. Der Eingang ist heute vermauert. Gegenüber am ehemaligen Standort des Mehrfamilienhauses Weinbergstraße 7 wurde nach dessen Abriss der vermauerte Eingang zu einem Keller sichtbar, der in den Geländesporn der Hügelstraße gerichtet ist. Auch in der Marienstraße sind Keller bekannt.
In der Fischeraue – in räumlicher Nähe zu den südlichen Ausläufern der Klosterkeller – befinden sich die Eingänge zu einem im Zweiten Weltkrieg angelegten Luftschutzkeller. Er reicht wie die Bergkeller in den Hang unterhalb der Friedrichshöhe. Der 45 Meter lange Bunker wurde ursprünglich 1944 für die Bewohner des in der Fischeraue gelegenen Barackenlagers für Kriegsgefangene erbaut. Sein Bau steht möglicherweise in Zusammenhang mit der Rüstungsproduktion in den Bergkellern. Er besaß eine Kapazität von rund 250 Personen. Während der Verteidigung der Stadt im April 1945 diente er als Führungsbunker der Wehrmacht. Der Bunker ist erhalten, die Eingänge sind heute vermauert.

## Varia
- Die Bergkeller werden von der Mitteldeutsche Medienförderung (MDM) als Drehort vermarktet.[35] Gedreht wurde 2016 im Auftrag des Mitteldeutschen Rundfunks für die Sendungen Unterwegs in Sachsen und Rätsel, Mythen und Legenden. Im Jahr 2019 drehte der Sender RTL Television anlässlich des 30-jährigen Mauerfalljubiläums eine Dokumentation und stellte in den Kellern eine Fluchtszene nach.
- In den Jahren 1994 und 1996 wurde in der Kellerstraße ein Bergkellerfest veranstaltet, bei dem die damals frisch sanierten Keller der Öffentlichkeit zugänglich gemacht wurden.

## Weiterführende Informationen
- Eilenburger Geschichts- und Museumsverein e. V. (Hrsg.): Die Bergkeller zu Eilenburg. 1. Auflage. Verlag für die Heimat, Gräfenhainichen 2017, DNB 115343136X.
- Die Bergkeller von Eilenburg auf den Seiten der Stadt Eilenburg
- Hanna Thurecht: Die Eilenburger Bergkeller und der Silberschatz. In: Jahrbuch für Eilenburg und Umgebung. Eilenburg 2013. (Facharbeit)
- Führungen nach Anmeldung im Stadtmuseum Eilenburg, etwa alle 2 Wochen